# Jean Aicard
Jean Aicard (ur. 4 lutego 1848 w Tulonie, zm. 13 maja 1921 w Paryżu) – francuski poeta, pisarz i dramaturg, członek Akademii Francuskiej od 1909 r. (fotel 10), najbardziej znany z wierszy o tematyce prowansalskiej.
Studiował prawo, lecz zrezygnował ze studiów na rzecz twórczości literackiej. W 1867 r. wydał swój pierwszy tomik poezji pt. Jeunes croyances. Po wojnie francusko-pruskiej wyjechał do Paryża. Jego dzieła były nagradzane przez Akademię Francuską, dwukrotnie otrzymał Prix Montyon (w 1874 r. za Poèmes de Provence, w 1876 r. za La chanson de l’enfant), w 1881 r. otrzymał Prix Vitet za Miette et Noré, a w 1883 r. Prix de Poésie za Éloge de Lamartine. Za jego najbardziej znaną sztukę uważa się Le Père Lebonnard (wyst. 1889).
Oficer Legii Honorowej.